# Kiskörei vízerőmű
A Kiskörei vízerőmű vagy Kiskörei vízlépcső Magyarország legnagyobb vízerőműve, amely 1973-ban készült el Kiskörén a Tisza 403-as folyamkilométerénél. Négy turbinájának összteljesítménye 28 MW, amit többnyire kiszámíthatóan biztosít.

## Építése
A vízerőmű építményének célja a Tisza felduzzasztása és a Tisza-tó létrehozása volt. Az áramtermelés mellékes szerepet játszott. 1967-ben kezdődtek meg az előkészítő munkák, a kivitelezés 1974-ig tartott. Az erőmű hivatalos üzembe helyezése 1973. május 16-án történt meg. A dolgozói számára a kisváros szélén lakótelep épült. 2014-ben a felvizet az alvízzel összekötő hallépcső épült.  Építését Chiovini Ferenc Munkácsy-díjas festőművész örökítette meg nagy táblaképein, melyek megtekinthetőek a Chiovini-teremben a KÖTIVIZIG Szakaszmérnökségén.

## Jellemzői
Az erőmű fő feladata a Tisza-tó vízszintjének megfelelő szabályozása az üzemrendnek megfelelően. Egyben árhullámok kezelésére is felhasználható. Egy 85×12 méteres hajózsilip teszi lehetővé 1350 tonnás hajók és uszályok átzsilipelését.
Az erőmű 4 turbinával rendelkezik, melyek 4, egyenként 7000 kW teljesítményű generátort hajtanak meg. Az erőmű összkapacitása 28 MW, amivel Magyarország legnagyobb teljesítményű vízerőművének számít, azonban világszinten csupán egy közepes méretű erőműnek minősül.

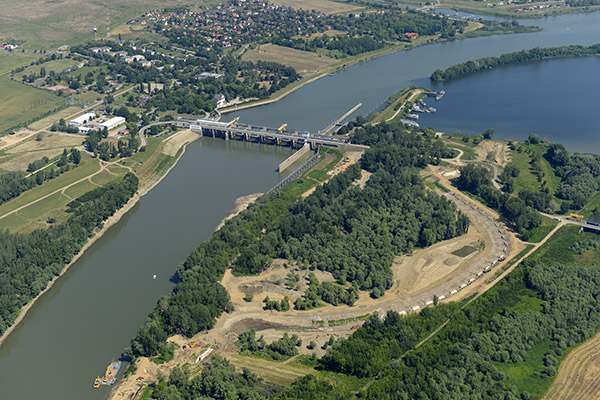
A kiskörei vízerőmű a hallépcsővel